# Norra Hannitjärnen
Norra Hannitjärnen är en sjö i Hagfors kommun i Värmland och ingår i Göta älvs huvudavrinningsområde.